# Muna (альбом)
Muna (MUNA) — третий студийный альбом американской инди-поп-группы Muna, вышедший 24 июня 2022 года на лейблах Saddest Factory и Dead Oceans. Продюсерами были сами участники группы Muna.

## Об альбоме
В 2020 году группа Muna была отстранена от дальнейшей работы в RCA Records, с которой они выпустили свои первые два альбома, и в мае 2021 года подписала контракт с Saddest Factory Records, импринтом лейбла Dead Oceans, принадлежащим американской певице Фиби Бриджерс. В течение 2021 и 2022 годов Muna гастролировала с Бриджерс в её туре Reunion Tour и с Кейси Масгрейвс в её туре Star-Crossed: Unveiled tour.
В анонсе альбома в марте 2022 года вокалистки группы Кэти Гэвин Muna заявила, что новый студийник будет в первую очередь синти-поп альбомом, но, по её словам, «звучание этой пластинки взрывается в тонне различных направлений». Гитаристка Жозетт Маскин сказала об альбоме: «Что в конечном итоге держит нас вместе, так это знание того, что кто-то услышит каждую из этих песен и использует её для изменений, которые необходимы ему в жизни. Что люди почувствуют своего рода катарсис, даже если это катарсис, которого я, возможно, никогда не познала сама, потому что я облажалась» (…because I’m fucked up).

## Релиз и продвижение
Трек «Silk Chiffon» с вокалом Фиби Бриджерс был выпущен в качестве ведущего сингла альбома 7 сентября 2021 года. Песня представляет собой оду квир-любви и сопровождается музыкальным видео, посвященным фильму 1999 года «Неисправимые» о чирлидерах. Песня была отправлена на adult alternative radio 27 сентября 2021 года, и на радиостанциях стиля hot adult contemporary 21 марта 2022 года. Muna исполнила песню на The Late Late Show с Джеймсом Корденом 8 ноября 2021 года.
15 марта 2022 года Muna анонсировала альбом и выпустила сингл «Anything but Me», песню о «выходе из партнерства просто потому, что это не кажется правильным». Песня была отправлена на радиостанции adult alternative 28 марта 2022 года. Muna исполнила песню на Шоу Эллен Дедженерес 18 апреля 2022 года.
Песня «Kind of Girl» была выпущена в качестве третьего сингла с альбома 28 апреля 2022 года. Песня «исследует силу языка и слова, которые мы используем, чтобы описать, кто мы есть и кем мы хотим быть». В клипе трио переодевается в ковбоев, чтобы выразить изменчивость пола. Четвёртый сингл, «Home by Now», был выпущен 25 мая 2022 года.
В поддержку альбома группа отправится в турне по Северной Америке, за которым последуют девять концертов в Великобритании.

## Композиция
Muna это прежде всего синти-поп альбом, в котором есть влияния таких стилей как повлияли новая волна, диско и гиперпоп. «Silk Chiffon» и «Kind of Girl» это песни в жанре кантри-поп, причем первая включает в себя инди-поп и бабблгам-поп, а вторая — американу. «Anything but Me», «What I Want» и «Home by Now» это песни в жанре электропоп, причем последняя сочетает в себе элементы танцевальной музыки и эмо.

## Отзывы
| Совокупная оценка    | Совокупная оценка |
| Источник             | Оценка            |
| -------------------- | ----------------- |
| AnyDecentMusic?      | 8.2/10            |
| Metacritic           | 86/100            |
| Оценки критиков      |                   |
| Источник             | Оценка            |
| Clash                | 9/10              |
| DIY                  | [ 26 ]            |
| Dork                 | [ 27 ]            |
| Exclaim!             | 7/10              |
| Gigwise              | [ 18 ]            |
| The Line of Best Fit | 10/10             |
| Loud and Quiet       | 9/10              |
| NME                  | [ 28 ]            |
| Pitchfork            | 7.8/10            |
| Under the Radar      | [ 30 ]            |

После выхода MUNA получил одобрение критиков. На сайте Metacritic, который присваивает нормализованный рейтинг из 100 баллов по рецензиям основных критиков, альбом получил средний балл 86 на основе двенадцати рецензий, что свидетельствует о «всеобщем признании».
Критик The Line of Best Fit Дэвид Коббальд поставил альбому отличную оценку, сказав: «MUNA — это сплошное убийство без наполнителя. От общего звучания до мельчайших деталей, Гэвин, Маскин и Макферсон полностью попали в точку. Удивительно видеть, как группа, преуспевает в своем деле и создает альбом, который вполне возможно, если не сказать наверняка, является их шедевром». Сьюзан Дарлингтон, написавшая рецензию для Loud & Quiet, оценила нотки «музыкальной яркости и самопринятия» в альбоме. Дэвид Роскин из Gigwise высоко оценил этот релиз, сказав: «С коллекцией зажигательных, медленных мелодий и освежающих мелодий, MUNA — это магия. Они создали пространство для всех, в котором можно ненадолго забыться, танцевать или плакать, они здесь, чтобы прорваться сквозь монотонность и проблемы повседневной жизни и перенести нас в другое, более яркое, громкое, гордое и безопасное место». Бен Типпл из журнала DIY пишет: «Это, безусловно, самое счастливое звучание MUNA; праздничное выражение странной любви, которое не теряет ни капли магии трио». Автор Exclaim! Деде Акомо
написал, что трио «излучает чудовищное количество того, чего не хватает нашему миру: квир-радости. Поколение Z больше не удовлетворяется простым просмотром страданий квир-персонажей в своих СМИ, и MUNA представляет собой противодействие этим страданиям». В пятизвездочной рецензии Стивен Экройд из журнала Dork назвал альбом «Пластинкой, которая не просто захватывает, но и придает силы, этого достаточно, чтобы MUNA прочно вошла в высший эшелон современных поп-групп. Вполне возможно, это альбом года на данный момент».

## Список треков
Все треки написаны участниками группы Muna, кроме указанных.
| №                   | Название                                   | Автор(ы)                                                             | Длительность |
| ------------------- | ------------------------------------------ | -------------------------------------------------------------------- | ------------ |
| 1.                  | «Silk Chiffon» (при участии Фиби Бриджерс) | Katie Gavin Josette Maskin Naomi McPherson Ian Fitchuk Дэниел Ташиан | 3:26         |
| 2.                  | «What I Want»                              | Gavin Maskin McPherson Brett McLaughlin                              | 4:03         |
| 3.                  | «Runner's High»                            |                                                                      | 3:43         |
| 4.                  | «Home by Now»                              |                                                                      | 4:28         |
| 5.                  | «Kind of Girl»                             |                                                                      | 4:06         |
| 6.                  | «Handle Me»                                |                                                                      | 3:39         |
| 7.                  | «No Idea»                                  | Gavin Maskin McPherson Mitski Miyawaki                               | 2:54         |
| 8.                  | «Solid»                                    |                                                                      | 2:21         |
| 9.                  | «Anything but Me»                          |                                                                      | 3:33         |
| 10.                 | «Loose Garment»                            |                                                                      | 3:10         |
| 11.                 | «Shooting Star»                            |                                                                      | 3:52         |
| Общая длительность: | Общая длительность:                        | Общая длительность:                                                  | 39:15        |

## Чарты
| Чарт (2022)                                  | Высшая позиция |
| -------------------------------------------- | -------------- |
| Австралия (Australian Digital Albums, ARIA)  | 32             |
| Австралия (Hitseekers Albums, ARIA)          | 5              |
| Шотландия (Scottish Albums Chart)            | 10             |
| Великобритания (UK Albums Chart)             | 61             |
| Великобритания (UK Independent Albums Chart) | 4              |
| США (Billboard 200)                          | 188            |
| США (Billboard Independent Albums)           | 26             |
| США (Billboard Top Alternative Albums)       | 21             |